# Aphalara maculipennis
Aphalara maculipennis är en insektsart som beskrevs av Löw 1886. Aphalara maculipennis ingår i släktet Aphalara och familjen rundbladloppor. Arten är reproducerande i Sverige. Inga underarter finns listade i Catalogue of Life.